# Рудник (Алтайский край)
Рудник – посёлок, Алтайский район, Алтайский край, Россия. Входит в состав сельского поселения Пролетарский сельсовет (Алтайский край).

## История
История посёлка Рудник связана с советским периодом России. Дата его создания 1957 год. В этом году был образован Пролетарский сельсовет. Наряду с другими поселениями, он оказался в числе населённых пунктов, в названиях которых отразилась эпоха: Горный Партизан, Пролетарка, Единый труд. В этих поселениях для жителей строились бараки и пятистенные дома. После войны не хватало мужских рук для тяжёлой работы по восстановлению разрушенных хозяйств, началось укрупнение колхозов, посёлок постепенно опустел. Отток жителей продолжился, когда из сёл и деревень стала уезжать молодёжь

## География
Поселок расположен на склоне Семинского хребта, на левом берегу реки Сараса , между селами Пролетарка и Сараса. Рельеф горный и предгорный, высота над уровнем моря 588 метров.
Уличная сеть:
Поселок состоит из двух улиц: Нагорной и Южной.
Расстояние до:
- административного центра Сараса 6 км;
- районного центра Алтайское 17 км;
- до Барнаула 262 км.

Ближайшие населенные пункты:
Пролетарка - 3 км, Комар - 21 км.
Климат:
Резко континентальный. Средние температуры января – минус 16° С, июля +20° С.

## Население
| 1997 | 1998 | 1999 | 2000 | 2001 | 2002 | 2003 |
| ---- | ---- | ---- | ---- | ---- | ---- | ---- |
| 74   | ↗84  | ↘81  | ↗83  | ↘79  | ↗86  | ↗87  |
| 2004 | 2005 | 2006 | 2007 | 2008 | 2009 | 2010 |
| ↘83  | ↗84  | ↘81  | ↘80  | ↘70  | ↗90  | ↘84  |
| 2011 | 2012 | 2013 |      |      |      |      |
| ↘80  | ↘76  | ↘75  |      |      |      |      |

## Инфраструктура
В посёлке проживает менее 100 жителей, поэтому основная инфраструктура находится в соседних селах. Посёлок Рудник соединен с ними автодорогой, по которой курсирует междугородний автобус .